# Handschrift 796
Handschrift 796 is een handschrift uit de 16e eeuw met vier teksten die betrekking hebben op de geschiedenis van Utrecht, vooral op de jaren 1520. Het handschrift is geschreven door een onbekende kopiist en bevat inhoudelijke aantekeningen van de amateurhistoricus Gijsbert Lap van Waveren (1596-1647). Het wordt nu in de Universiteitsbibliotheek Utrecht bewaard als Hs. 796 en is te citeren als: Universiteitsbibliotheek Utrecht Hs. 796 (6 E 32).

## Omschrijving
Hs. 796 bevat 39 pagina's van 29 bij 21,5 cm. De band is een omgevouwen blad van een oude druk. De tekst is geschreven door een onbekende kopiist in humanistisch schrift. Het bevat vier teksten, waarvan de laatste drie alleen in dit handschrift te vinden zijn:
1. Hendrik van Bommel (Latijn: Henricus Bommelius), Bellum Trajectinum, een oogetuigeverslag van de Utrechts-Gelderse oorlog van 1525-1528, die werd gevoerd tussen bisschop-elect Hendrik van Beieren en hertog Karel van Gelre (p. 3-21).[2]
2. Oda de Trajectinae civitatis laudibus, anoniem gedicht op Utrecht en de voornaamste gebouwen in de stad (p. 23-29).
3. De festo Aurei Velleris Trajecti celebrato ... anno 1546. Een ooggetuigeverslag van de festiviteiten in Utrecht onder leiding van Karel V ter gelegenheid van het uitreiken van Orde van het Gulden Vlies aan een aantal edelen, 1546 (p. 30-35).
4. Lijst van verslagenen, gevangenen en onthoofden bij het innemen van Utrecht (in 1528) (p. 37-39).

## Geschiedenis
Het manuscript is in de 16e eeuw gemaakt. Op het titelblad van het eerste deel staat Ex bibliotheca Gisberti Lappii à Waveren, geschreven door Gijsbert Lap van Waveren (1596-1647) zelf, die op verschillende pagina's ook inhoudelijke aantekeningen in de marge heeft toegevoegd. Het is ook in bezit geweest van Cornelis Booth (1605-1678). In 1885 werd het aan de Universiteitsbibliotheek Utrecht geschonken door Jacobus Anne Grothe (1815-1899). Dit was nadat er in 1878 een editie van het gehele werk was uitgegeven door Barthold Jacob Lintelo de Geer van Jutphaas.